# Badeparadies Schwarzwald
Badeparadies Schwarzwald est une piscine, un parc aquatique et un espace bien-être situé à Titisee-Neustadt, dans le Bade-Wurtemberg, en Allemagne.

## Histoire

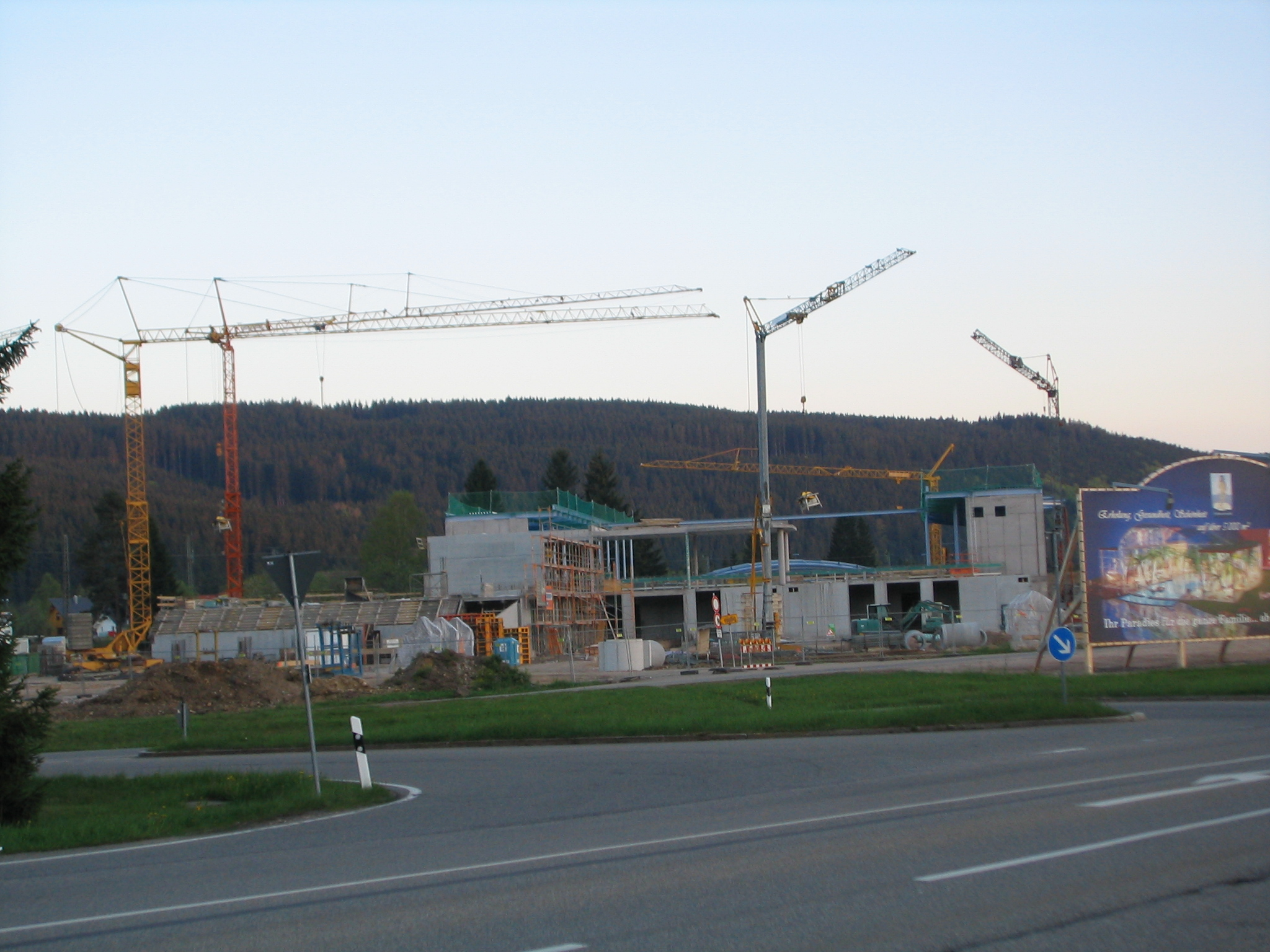
Construction du complexe en 2010.

Le complexe a été construit par l'entrepreneur Josef Wund. Les premières discussions à ce sujet ont eu lieu en 2002. Au cours des travaux de construction en 2009, l'ancienne sous-station de traction de Höllentalbahn a été démolie.
Après un an et demi de travaux, la piscine a été ouverte le 11 décembre 2010. Les coûts de construction s'élèvent à 37 millions d'euros. Il a été subventionné par l'Etat avec 1 million d'euros et le district avec 1,75 million d'euros, et les dix communautés membres de l'Association de la Haute-Forêt-Noire, comprenant Breitnau, Eisenbach, Feldberg, Friedenweiler, Hinterzarten, Lenzkirch, Löffingen, Schluchsee, St. Märgen et Titisee-Neustadt, avec 14 millions d'euros.
Le 7 novembre 2011, 500 000 baigneurs ont été dénombrés. Des agrandissements ont été apportés depuis 2015. Tout d'abord, un espace détente et un quadruple toboggan ont été construits. En décembre 2017, l'espace spa du Palais Vital de 5 000 m2, créé avec un investissement de 32 millions d'euros, a été inauguré.

## Organisation du complexe
Le complexe se compose de trois zones :

### Oasis des palmiers
Cette zone de 3 700 m2 est caractérisée par plus de 300 véritables palmiers. Il y a des jets de massage et des bains à bulles au bord de la piscine. Un passage avec une porte tournante mène à une piscine extérieure dans l'eau. Un bar à cocktails est intégré dans la piscine. La zone comprend un restaurant. Le toit est transparent et peut être ouvert par temps chaud. La température de l'eau est de 33°C. Cette zone n'est accessible qu'aux personnes âgées de 16 ans et plus.
L'oasis de palmiers comprend également le bain de vapeur "Black Forest Fog" et les "Springs of Health", quatre piscines minérales.

### Galaxy

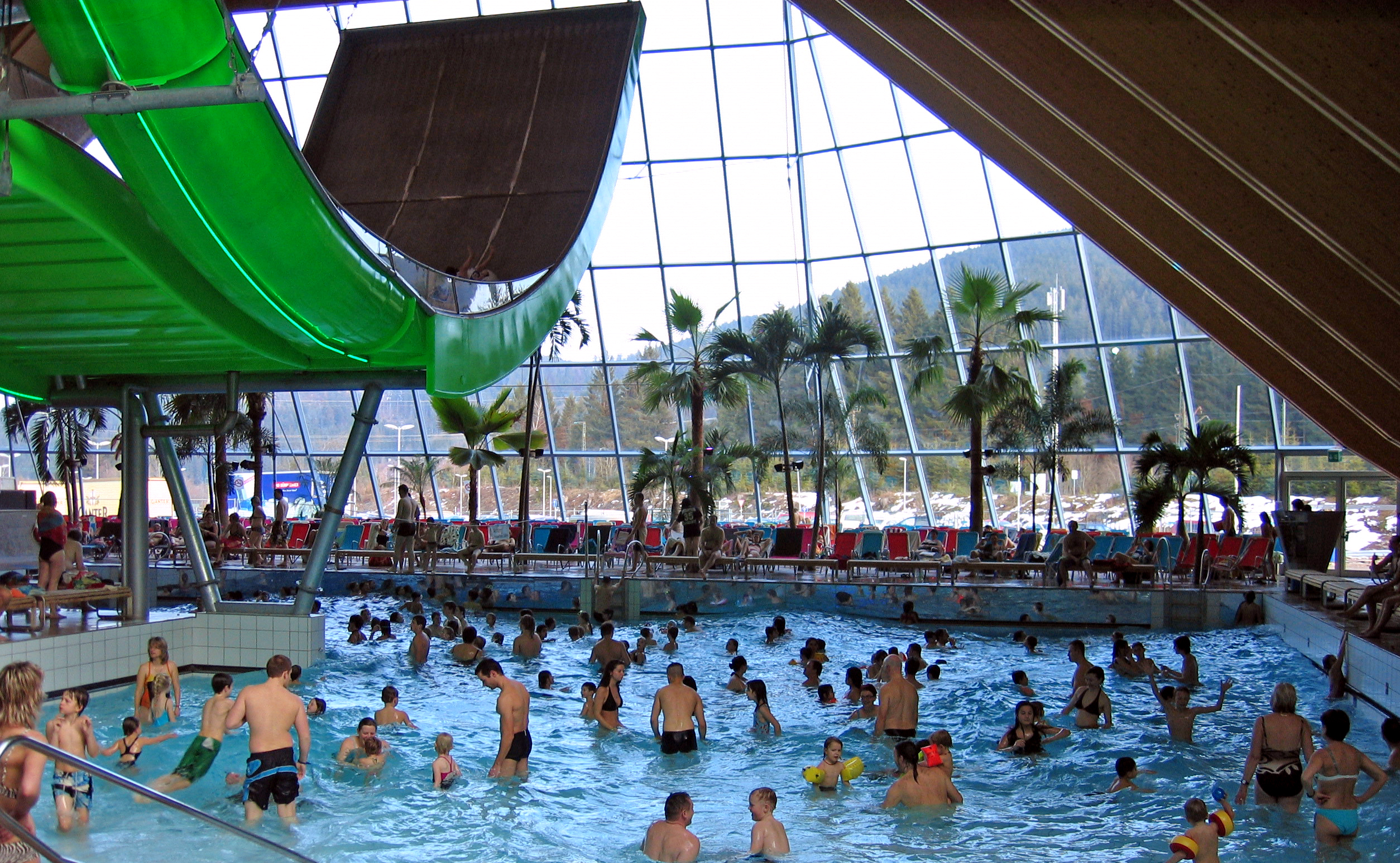
Zone Galaxy

Dans cette zone de 7 100 m2, il y a une piscine à angle droit qui est utilisée comme piscine à vagues et peut également fonctionner comme une piscine sportive de 25 mètres. Un tronçon d'une profondeur de 3,60 m offre des possibilités de sauter d'une hauteur d'un ou trois mètres. La température de l'eau est d'environ 28°C.
Il y a aussi 23 toboggans aquatiques, dont le plus grand «halfpipe» en acier inoxydable au monde selon l'opérateur et le plus long toboggan quadruple d'Allemagne (Galaxy Racer), inauguré en août 2015. Une extension de 880 m2 arborée de palmiers sert de lieu de détente familial. 

### Palais Vital
Cette zone bien-être naturiste est ouverte depuis la fin 2017. Elle est composée de 12 saunas :
- "Sauna cascade", environ 55°C
- "Salarium", environ 45°C
- "Sauna panoramique", environ 65°C
- "Sauna rustique', environ 70°C
- "Art nouveau", environ 75°C
- "Alhambra", environ 75°C
- "Sauna des bouleaux", environ 75°C
- "Rêve des Caraïbes", environ 80°C
- "Sauna ardent", environ 85°C
- "Chalet de la Forêt-Noire", environ 90°C

Saunas pour femmes :
- "Jardin des roses", environ 65°C
- "Rêve de diamants", environ 80°C

La zone est également composée d'une piscine de 300 m2, à 33 ° C avec des bains à bulles massants, de piscines plus petites à 36°C ("piscine lithium-calcium", "piscine minérale" (concentration en sel 4%), "piscine flottante" (concentration en sel 18%), d'un bain de vapeur «Crystal mist», 40°C. Le Palais Vital n'est accessible qu'aux personnes âgées de 16 ans et plus.